# 酷6網
酷6網（中国語: 酷6网）は中国の動画共有サイト。2006年に設立され、2009年にシャンダ・グループが買収、NASDAQへの上場を経て2016年に完全子会社された。

## 歴史
2006年7月にベータサイトが運営開始し、2009年7月に正式にシャンダ・グループに加わった。2010年6月にシャンダ・グループ傘下の華友世紀を逆さ合併して8月NASDAQに上場、中国初の独立した動画共有サイトの上場となった。
2015年8月、NASDAQが発行した通知書によると、「当社の株価は過去30日間連続取引に至らなかったが、市場価値は、指定された最低基準の要件に180日間該当し続けたため、上場取引の基準によりそれ以外の上場を廃止します。」と宣告された。
2016年7月に、シャンダとの合併契約を締結し、完全子会社化され上場廃止された。

## 著作権紛争
2010年7月30日、酷6網は、Youkuで配信されていた8本のテレビドラマを違法掲載し、Youkuが酷6網に対し訴訟を起こした。
2012年4月20日に温州網は、酷6網による大型人文科学ドキュメンタリー(全12回)の違法配信に対して訴訟を起こした。